# Rhyacophila joani
Rhyacophila joani är en nattsländeart som beskrevs av Füsun Sipahiler 2000. Rhyacophila joani ingår i släktet Rhyacophila och familjen rovnattsländor. Inga underarter finns listade i Catalogue of Life.